# Levi’s Stadion
A Levi's Stadion amerikai futball stadion a kaliforniai Santa Clarában, San José mellett, San Francisco Bay Areában. A National Football League-ben (NFL) szereplő San Francisco 49ers otthona 2014 óta. A stadion San Franciscótól délre, 64 kilométerre található, a Levi Strauss & Co. 2013-ban vásárolta meg elnevezési jogát.
2006-ban a 49ers javasolták először egy új stadion felépítését, akkor a Candlestick Pointnál, San Franciscóban, előző stadionjuk, a Candlestick Park helyén. A projekt, aminek részeként fejlesztették volna a teljes városrészt, beleértve boltokat és házakat is építettek volna, végül nem született meg, miután nem tudtak megegyezni a várossal. Ezt követően a csapat inkább a Santa Clarában található irodáikhoz és edzőközpontjukhoz közel kerestek helyet a stadionnak.
2010 júniusában a Santa Clara-i választópolgárok megszavazták az adózástól mentes Santa Clara Stadium Authority létrehozását, a stadion felépítésére. A kölcsönt a stadion felépítésére 2011 decemberében szerezték meg, négy hónappal később kezdődött meg az építkezés. A stadion 2014. július 17-én nyílt meg.
A Levi’s Stadion adott otthon a Pac-12 amerikai futball bajnoki mérkőzésnek, 2014-től 2019-ig, mielőtt az esemény Las Vegas-ba költözött volna. 2016. február 7-én itt rendezték az ötvenedik Super Bowlt. A 2026-os labdarúgó-világbajnokság idején több mérkőzésnek is otthont fog adni és a  Bay Area Stadion nevet fogja viselni.

## Labdarúgás
| Dátum                | Győztes csapat       | Végeredmény    | Vesztes csapat          | Kiírás                              | Nézőszám |
| -------------------- | -------------------- | -------------- | ----------------------- | ----------------------------------- | -------- |
| 2014. augusztus 2.   | San Jose Earthquakes | 1–0            | Seattle Sounders        | MLS alapszakasz                     | 48 765   |
| 2014. szeptember 6.  | Mexikó               | 0–0            | Chile                   | Barátságos mérkőzés                 | 67 175   |
| 2015. május 24.      | San Jose Earthquakes | 1–1            | Orlando City            | MLS alapszakasz                     | 36 224   |
| 2015 július 25.      | Manchester United    | 3–1            | Barcelona               | 2015-ös International Champions Cup | 68 416   |
| 2016. június 3.      | Kolumbia             | 2–0            | Egyesült Államok        | Copa América Centenario             | 67 439   |
| 2016. június 6.      | Argentína            | 2–1            | Chile                   | Copa América Centenario             | 69 451   |
| 2016. június 13.     | Uruguay              | 3–0            | Jamaica                 | Copa América Centenario             | 40 166   |
| 2016. június 18.     | Chile                | 7–0            | Mexikó                  | Copa América Centenario             | 70 547   |
| 2016. július 30.     | Liverpool            | 2–0            | AC Milan                | 2016-os International Champions Cup | 30 758   |
| 2017. július 23.     | Manchester United    | 1–1 (2–1 bün.) | Real Madrid             | 2017-es International Champions Cup | 65 109   |
| 2017. július 26.     | Egyesült Államok     | 2–1            | Jamaica                 | 2017-es CONCACAF-aranykupa-döntő    | 63 032   |
| 2018. március 23.    | Mexikó               | 3–0            | Izland                  | Barátságos mérkőzés                 | 68 917   |
| 2018. július 22.     | San Jose Earthquakes | 0–0            | Manchester United       | Barátságos mérkőzés                 | 32 549   |
| 2018. augusztus 4.   | AC Milan             | 1–0            | Barcelona               | 2018-as International Champions Cup | 51 391   |
| 2019. március 26.    | Mexikó               | 4–2            | Paraguay                | Barátságos mérkőzés                 | 50 317   |
| 2019. május 12.      | Egyesült Államok     | 3–0            | Dél-afrikai Köztársaság | Barátságos mérkőzés                 | 22 788   |
| 2019. július 20.     | Benfica              | 3–0            | CD Guadalajara          | 2019-es International Champions Cup | 15 724   |
| 2022. szeptember 27. | Kolumbia             | 3–2            | Mexikó                  | Barátságos mérkőzés                 | 67 311   |